# نیکلاس نیکلبی (فیلم ۲۰۰۲)
نیکلاس نیکلبی (انگلیسی: Nicholas Nickleby) فیلمی آمریکایی بریتانیایی در ژانر کمدی-درام به کارگردانی و نویسندگی داگلاس مک‌گراث است که در سال ۲۰۰۲ منتشر شد. مک‌گراث فیلم‌نامه این فیلم را بر اساس رمان زندگی و ماجراجویی‌های نیکلاس نیکلبی اثر چارلز دیکنز که به صورت سریالی بین مارس ۱۸۳۸ و سپتامبر ۱۸۳۹ منتشر شد، به نگارش درآورده‌است. چارلی هونام نقش اصلی فیلم را ایفا می‌کند و ناتان لین، جیم برودبنت، کریستوفر پلامر، جیمی بل، ان هتوی، رامالا گری، الن کامینگ و تیموتی اسپال از دیگر بازیگران فیلم هستند.

## داستان
نیکلاس نیکلبی جوانی است که همراه با خانواده‌اش در دوون زندگی خوبی را سپری می‌کند اما وقتی پدرش می‌میرد، خانواده‌اش با مشکلات مالی روبرو می‌شود. نیکلاس همراه با مادر و خواهر جوانترش، کیت، به لندن می‌روند تا از عموی ثروتمند خود، رالف، کمک بخواهند. رالف، نیکلاس را به عنوان معلم به یورک‌شر می‌فرستد و کیت نیز به عنوان خیاط کار می‌کند. پس از مدتی مشخص می‌شود هدف رالف از کمک، جدا کردن خانواده و سوءاستفاده از آن‌ها می‌باشد. نیکلاس نیز تلاش می‌کند تا در مقابل نقشه‌های رالف مقاومت کند.

## بازیگران
- چارلی هونام در نقش نیکلاس نیکلبی
- ناتان لین در نقش وینسنت کراملز
- جیم برودبنت در نقش واکفورد اسکویرز
- کریستوفر پلامر در نقش رالف نیکلبی
- جیمی بل در نقش اسمایک
- ان هتوی در نقش مادلین بری
- الن کومینگ در نقش آقای فولر
- تیموتی اسپال در نقش چارلز چیریل
- رامالا گری در نقش کیت نیکلبی
- جولیت استیونسون در نقش خانم اسکویرز
- تام کورتنی در نقش نیومن ناگز
- کوین مک‌کید در نقش جان برودی
- ادوارد فاکس در نقش مولبر هاوک
- اندرو هاویل در نقش آقای نیکلبی
- بری هامفریز در نقش خانم کراملز
- ویلیام اش در نقش فرانک چیریل
- استلا گونت در نقش کاترین نیکلبی

## تولید
پس از واکنش مثبت تماشگران به اجرای قسمتی از فیلم‌نامه در تئاتری در منتهن، با گروهی از بازیگران که در فیلم نیز حضور یافتند، داگلاس مک‌گراث تصمیم گرفت که تولید فیلم را آغاز کند. به درخواست ایو استوارت، طراح تولید، او چهارچوب زمانی را از ۱۸۳۰ به ۱۸۵۰ میلادی انتقال داد تا بتواند عناصر انقلاب صنعتی را در برنامه خود بگنجاند.
مک‌گراث با در نظر گرفتن شخصیت خانم کراملز که فردی مغرور، متفکر اما دوست‌داشتنی بود، متوجه شد که تمام ویژگی‌های او توسط دیم ادنا، شخصیت خیالی که توسط کمدین استرالیایی بری هامفریز خلق و اجرا شده، به تصویر کشیده شده‌است. اما او در پیشنهاد انتخاب بازیگر مرد برای نقش خانم کراملز مردد بود. با این حال، تهیه‌کنندگان او را متقاعد کردند که هامفریز انتخاب ایده‌آلی برای این نقش است. نیکلاس یکی از آخرین نقش‌هایی بود که انتخاب شد. پس از ملاقات با چارلی هونام، مک‌گراث او را برای این نقش مناسب دید. هونام برای بهتر شدن لهجه خود با یک مربی گویش تمرین کرد.
مکان‌های استفاده شده در فیلم شامل آسیاب متروک قرن نوزدهم گیسبون در صخره‌های هاردکسل، هبدن بریج در یورک‌شر غربی، کالج چرچیل در دانشگاه کمبریج، تالار موسیقی ویلتون در اولد ویک و باشگاه ریفورم در لندن بودند. صحنه‌های فضای داخلی در الستری استودیوز در بورهام‌وود و تری مایلز استودیوز در ایست اند لندن فیلمبرداری شدند.

## بازخورد
نیکلاس نیکلبی با بازخورد مثبت منتقدان همراه بود. راتن تومیتوز اعلام کرد که ۷۸٪ منتقدان نظر مثبت راجع به فیلم داشته‌اند که این درصد از روی ۱۲۶ نقد بدست آمده و به صورت میانگین نمره ۶٫۸/۱۰ به آن داده‌اند. در جمع‌بندی منتقدان راتن تومیتوز آمده‌است: «به لطف بازیگران قوی و کارگرانی داگلاس، نیکلاس نیکلبی اقتباسی شایسته و محترمانه از رمان دیکنز است.»
ای.او. اسکات از نیویورک تایمز فیلم را «دو ساعت سرگرمی جذاب» نامید و افزود: «مضمون و روح کتاب کاملاً محترم شمرده شده‌است. کاری که آقای مک‌گراث با تواضع قابل تحسینی انجام داده‌است، بهتر است. او تصمیم گرفته‌است به جای تلاش برای تغییر یا تفسیر دیگری از نیکلاس نیکلبی، اشتیاقش را برای آن به اشتراک بگذارد. او دیالوگ دیکنز را با استعداد نمایشی اقتباس کرده و یک کلاژ تأثیرگذار از نقوش دیکنز را تولید کرده‌است.»
راجر ایبرت از شیکاگو سان-تایمز نوشت: «فیلم هیجان‌انگیز، لذت‌بخش و سرشار از زندگی با بازی‌های شگفت‌انگیز است.»
میک لاسال در سان فرانسیسکو کرونیکل می‌نویسد: «۶۵ فصل طول کشید تا دیکنز داستان نیکلاس نیکلبی را روایت کند اما در فیلم جدید داگلاس مک‌گراث، نویسنده و کارگردان، موفق می‌شود همه‌چیز را در ۱۳۲ دقیقه بازگو کند بدون آنکه داستان شتاب‌زده یا محدودشدهٔ به نظر برسد. این یک داستان سخاوتمندانه است که توسط اجرای‌های جذاب بازیگران بااستعداد روایت می‌شود.»
پیتر ترورز از رولینگ استون به فیلم سه ستاره از چهار ستاره داد و بازی بازیگران، به خصوص کریستوفر پلامر را ستود. دیوید رونی در ورایتی فیلم را «تجربه‌ای لذت‌بخش» توصیف کرد.

## جوایز
این فیلم نامزد جایزه گلدن گلوب بهترین فیلم موزیکال یا کمدی و رامالا گری نامزد دریافت جایزه فیلم اروپا بهترین بازیگر زن شد. نیکلاس نیکلبی جایزه هیئت ملی بازبینی فیلم برای بهترین گروه بازیگران را دریافت کرد.